# شو منگ جی
شو منگ جی (انگلیسی: Xu Mengjie؛ زادهٔ ۱۹ ژوئن ۱۹۹۴) خواننده و رقصنده اهل چین است.